# Life on Display
Life on Display — второй студийный альбом американской пост-гранж-группы Puddle of Mudd, вышедший 25 ноября 2003 года. Продюсером был Джон Курцвег, который ранее сотрудничал с такими группами как Creed, Socialburn, No Address. Он также был продюсером предыдущего альбома Puddle of Mudd Come Clean. Life on Display получил, в основном, негативные отзывы от критиков и не имел особого коммерческого успеха как у предыдущего альбома 2001 года Come Clean, но несмотря на это он получил статус «золотого» от RIAA через 3 месяца после релиза и достиг 20-го места в чарте Billboard 200.

## Предыстория
Puddle of Mudd начали писать материал для второго альбома в 2002 году. Для записи было написано 18 песен. Группа провела более 8 месяцев в разных студиях, записывая материал. Вокалисту Скантлину пришлось выучить новую последовательность аккордов для трека «Time Flies». Неизданная песня под названием «Galvanic» привлекла некоторое внимание из-за того, что Скантлин плакал во время её записи.

## Критика
| Совокупная оценка    | Совокупная оценка |
| Источник             | Оценка            |
| -------------------- | ----------------- |
| Metacritic           | (37/100)          |
| Оценки критиков      |                   |
| Источник             | Оценка            |
| AllMusic             | [ 7 ]             |
| Blender              | [ 6 ]             |
| Entertainment Weekly | B−                |
| Q                    | [ 6 ]             |
| Rolling Stone        | [ 9 ]             |

На сайте-агрегаторе Metacritic оценка альбома составляет 37 баллов из 100, что указывает на «в целом неблагоприятные отзывы».

## Список композиций
Слова и музыка всех песен — написаны Уэсом Скантлином, кроме «Change My Mind» (Скантлин, Дуг Ардито).
| №   | Название               | Длительность |
| --- | ---------------------- | ------------ |
| 1.  | «Away from Me»         | 4:00         |
| 2.  | «Heel Over Head»       | 4:05         |
| 3.  | «Nothing Left to Lose» | 4:30         |
| 4.  | «Change My Mind»       | 4:20         |
| 5.  | «Spin You Around»      | 4:27         |
| 6.  | «Already Gone»         | 4:32         |
| 7.  | «Think»                | 4:10         |
| 8.  | «Cloud 9»              | 3:34         |
| 9.  | «Bottom»               | 5:22         |
| 10. | «Freak of the World»   | 3:36         |
| 11. | «Sydney»               | 4:58         |
| 12. | «Time Flies»           | 7:05         |

| №   | Название          | Длительность |
| --- | ----------------- | ------------ |
| 13. | «Life Ain’t Fair» | 3:45         |
| 14. | «Daddy»           | 4:17         |
| 15. | «Bleed»           | 3:34         |

## Участники записи
- Puddle of Mudd
  - Уэс Скантлин — вокал, ритм-гитара
  - Пол Филлипс[англ.] — соло-гитара
  - Дуг Ардито[англ.] — бас-гитара
  - Грег Апчёрч — барабаны
- Дополнительный персонал
  - Билл МакГенти — тамбурин
  - Питер Кетсис — треугольник
  - Ян Монтон — треугольник
- Производство
  - Джон Курцвег[англ.] — продюсер
  - Энди Уоллес[англ.] — сведение

## Чарты и сертификации
| Чарт (2003—2004)                 | Высшая позиция |
| -------------------------------- | -------------- |
| Австрия (Ö3 Austria)             | 55             |
| Германия (Offizielle Top 100)    | 69             |
| Швейцария (Schweizer Hitparade)  | 48             |
| Великобритания (UK Albums Chart) | 90             |
| США (Billboard 200)              | 20             |

| Регион                                                      | Сертификация | Продажи  |
| ----------------------------------------------------------- | ------------ | -------- |
| Канада (Music Canada)                                       | Золотой      | 50 000^  |
| США (RIAA)                                                  | Золотой      | 500 000^ |
| ^ Данные о тиражах приведены только на основе сертификации. |              |          |